# Binia Feltscher
Binia Feltscher (nacida Binia Beeli, Coira, 13 de octubre de 1978) es una deportista suiza que compitió en curling.
Participó en los Juegos Olímpicos de Turín 2006, obteniendo una medalla de plata en la prueba femenina.
Ganó dos medallas de oro en el Campeonato Mundial de Curling, en los años 2014 y 2016, y cinco medallas en el Campeonato Europeo de Curling entre los años 2004 y 2014.

## Palmarés internacional
| Juegos Olímpicos   | Juegos Olímpicos                  | Juegos Olímpicos  | Juegos Olímpicos |
| Año                | Lugar                             | Medalla           | Prueba           |
| ------------------ | --------------------------------- | ----------------- | ---------------- |
| 2006               | Turín (Italia)                    | Medalla de plata  | Equipo           |
| Campeonato Mundial |                                   |                   |                  |
| Año                | Lugar                             | Medalla           | Prueba           |
| 2014               | Saint John (Canadá)               | Medalla de oro    | Equipo           |
| 2016               | Swift Current (Canadá)            | Medalla de oro    | Equipo           |
| Campeonato Europeo |                                   |                   |                  |
| Año                | Lugar                             | Medalla           | Prueba           |
| 2004               | Sofía (Bulgaria)                  | Medalla de plata  | Equipo           |
| 2005               | Garmisch-Partenkirchen (Alemania) | Medalla de plata  | Equipo           |
| 2006               | Basilea (Suiza)                   | Medalla de bronce | Equipo           |
| 2009               | Aberdeen (Reino Unido)            | Medalla de plata  | Equipo           |
| 2014               | Champéry (Suiza)                  | Medalla de oro    | Equipo           |